# Coleocentrus alpinus
Coleocentrus alpinus là một loài tò vò trong họ Ichneumonidae.